# 電撃文庫 FIGHTING CLIMAX
電撃文庫 FIGHTING CLIMAX（でんげきぶんこ ファイティング・クライマックス）とは、セガグループ（セガ・インタラクティブ、セガゲームス）が発売している2D対戦格闘ゲーム。

## 概要
KADOKAWAのブランド、アスキー・メディアワークスのライトノベルレーベルである電撃文庫とゲームメーカーのセガが共同で行うプロジェクトとして製作した格闘ゲームである。登場するキャラクターは電撃文庫のライトノベルのキャラクターが主となっており、対戦ステージはセガのゲームをモチーフとしたものになっている。
開発はエコールソフトウェアとフランスパンが担当。フランスパンとしては『UNDER NIGHT IN-BIRTH』に続く商業用タイトルとなる。操作体系はフランスパンの作品に準じたものを採用している。
アーケード版（ALL.Net P-ras MULTI配信）が2014年3月に先行稼働、続く同年11月にコンシューマ版（PS3・PS Vita）がリリースされている。セガ発売としては、2D対戦格闘ゲームのリリースは1994年発売の『ゴールデンアックス・ザ・デュエル』以来約20年ぶりとなった。
アーケード版ではAimeカードに対応しており、戦績の記録を始め連動サイトにてプレイヤーネームやキャラクターカラーの変更等のカスタマイズが可能になっている。
PSゲームソフト売上ランキング11月10日～23日にてPS3ソフト44,095本の第4位・PSPソフト33,466本の第8位で両ハード共にTOP20入りを獲得した。
当初の発売元は株式会社セガだったが、2015年4月のセガグループ再編に伴い、アーケード版がセガ・インタラクティブへ、コンシューマ版がセガゲームスへそれぞれ変更された。
同年6月25日、新たに参戦キャラクターと新システムを導入した『電撃文庫 FIGHTING CLIMAX IGNITION』（でんげきぶんこ ファイティング・クライマックス・イグニッション）を正式タイトルにて発表する。アーケード版は同年7月28日より稼働。さらにPS3・PS Vitaの他に、PS4の3ハード展開によるコンシューマ版を同年12月17日に発売することが発表された。
2020年12月7日、ALL.Net P-ras MULTI3に対応したアーケード版『電撃文庫 FIGHTING CLIMAX IGNITION APM3』が稼働開始。

## ゲームシステム

### 基本アクション
一般動作
しゃがみ、ジャンプ、ダッシュ、バックステップ、投げと投げ抜け、受け身動作など。空中でもガード動作は可能。
攻撃はA、B、Cボタンによる弱中強（通常技）。また、Sボタンでサポートキャラクターの呼び出しを行う（後述）。
コンビネーション
各キャラクターごと、A→B→Cのように連続して繋がる攻撃が存在する。
クイックコンビネーション
Aボタン攻撃（弱攻撃）がヒットした時に、Aボタンを続けて押していくことで自動的に連続技（コンボ）が繰り出される。
立ち攻撃、しゃがみ攻撃、ジャンプ攻撃いずれにおいても使用可能。
インパクトスキル
AB同時押し、またはレバー下とAB同時押しで発動。敵の攻撃を相殺し無効化する効果を持つ攻撃。
インパクトブレイク
レバー後方とAB同時押しで発動。敵の下段ガードを崩し打ち上げる効果を持つ。ヒット後にABCのいずれかのボタンで追撃が可能。
必殺技
特定のコマンド入力で発動。各キャラクターごと3・4個あり、A、B、C（弱中強）ボタンによって技の性質が異なる。
エクステンドアクション
対応した通常技もしくは必殺技を出す際、ボタンを押し続けること技の性能が変化する。

### サポートキャラクター
サポートゲージが点灯している際にSボタンまたはレバー前方とSボタンで発動。呼び出しコマンドによって違う技が発動する。
サポートを一度発動するとサポートゲージが消灯し、一定時間サポートは使用できなくなる。

### クライマックスゲージ
特殊な攻撃や行動をする際に必要なゲージで、積極的なプレイや時間経過などで貯まっていく。最大5本。
クライマックスアーツ（2本消費）
各キャラクターごと特定のコマンドで発動する最も強力な必殺技。
発動時に切り札を使用して威力を上げることが可能。
リフレクションガード（一定量消費）
ガード中にABCのうち2つ同時押しで相手と距離を離す強力なガードを発動する。
EX必殺技（1本消費）
必殺技をAB同時押しで入力すると、通常より強力な必殺技を発動する。
キャンセルサポート（1本消費）
攻撃中にSボタンで発動。攻撃をキャンセルしてサポートキャラクターを呼び出すことが可能。

### ブラスト
ブラストゲージが「OK」表示の時に、A+B+Cボタン同時押しで発動。発動タイミングによって様々な効果が得られる。
パワーアップブラスト（通常時使用）
攻撃、防御などのパラメータが上昇、クライマックスゲージも増加する。
コンボブラスト（攻撃時使用）
敵を打ち上げ、通常では不可能なコンボが繋がるようになる。
エスケープブラスト（防御・被ダメージ時使用）
体から衝撃波を出し、敵を吹き飛ばすことで緊急回避ができる。

### 切り札
画面下部の切り札アイコンを1つ消費し、各キャラクターの固有アクションを繰り出す。
切り札アイコンはラウンド開始時に2つ持っており、ラウンドを取られると1つ回復する。切り札アイコンは2つより増えることはない。

### ポテンシャル
バトル中に特定の条件を満たすと、キャラクターごとに様々な効果が発動する。

## 登場キャラクター

### プレイアブルキャラクター
プレイヤーが操作して対戦を行うキャラクター。
シャナ
声 - 釘宮理恵 / 出典：『灼眼のシャナ』
“フレイムヘイズ”として炎の異能による勝利を志す。冷静な剣士の顔は簡単に崩さないが、時には女の子の一面をつい表に出してしまう。灼けた瞳から『罪歌の子』や『呪われた子供たち』に間違えられることも。
アスナ
声 - 戸松遥 / 出典：『ソードアート・オンライン』
主人公と明確に相思相愛関係を築いていることから、他の女性が抱える恋の悩みには鋭い。対戦相手との交流では料理の話題が役に立っている。
御坂 美琴（みさか みこと）
声 - 佐藤利奈 / 出典：『とある魔術の禁書目録』
元々が強者との戦いを楽しむ好戦的な性質なので、対戦相手と気が合うこと多し。学生という面から超能力以外の異能力者に対する興味と対抗心は人一倍。
高坂 桐乃（こうさか きりの）
声 - 竹達彩奈 / 出典：『俺の妹がこんなに可愛いわけがない』
争いと縁のないアキバ系の中学生だが、傍若無人な性格で劇中劇のキャラクターに扮したアクションをすることで戦う。
全プレイアブル中最もマイペースな調子で、対戦相手も皆簡単に乗せられてしまう。特にデザイン性の高いコスチュームや幼い容姿の相手には目がない。
平和島 静雄（へいわじま しずお）
声 - 小野大輔 / 出典：『デュラララ!!』
その望まぬ超人的な身体能力は、異能力者からも驚愕されて益々嫌気が指している。一方で悩める対戦相手の相談に乗ったり、理解されたりして良好な関係を少なからず持つ。
黒雪姫（くろゆきひめ）
声 - 三澤紗千香 / 出典：『アクセル・ワールド』
仮想世界での生活に使用する蝶をイメージしたドレス姿で参戦。自身の主武装は日傘で、デュエルアバターである《ブラック・ロータス》を遠隔操作で召喚して戦う。
非戦闘向きな容姿のアバターや武器が日傘という事もあり、対戦相手からしばしば実力を疑われるが《王》の称号を冠する者として堂々とした態度をとる。堪に天然ボケな発言をして相手を困惑させてしまう事もある。
深層意識が姿や能力を決める《バーストリンカー》として、絶無の戦う意味に核心を突いた解答を導き出し、明るい結末となる。
バリエーションカラー4はソードアート・オンラインのコンピュータゲーム作品のゲームオリジナルキャラクター、声優が同じストレアスタイル。
湊 智花（みなと ともか）
声 - 花澤香菜 / 出典：『ロウきゅーぶ!』
三沢真帆（声 - 井口裕香）、永塚紗季（声 - 日笠陽子）、袴田ひなた（声 - 小倉唯）、香椎愛莉（声 - 日高里菜）との5人1組で、触れた対戦相手をバスケボールに変えて技を決めたり、扇や和傘を武器に戦う。
桐乃以上に争いとは無縁で、彼女達も比較的戦闘向きとは思えない平和な性格。小学生の身の上に命のやり取りなどしないスポーツ選手なので度々気落とされそうになるが、試合（対戦）に対する純粋な情熱で相手と立ち合える。バスケの話題で多くの対戦相手と打ち解ける。
なお、智花の技による対戦相手のボール化キャラクターはチャームストラップとしてガシャポングッズで発売された。
キリト
声 - 松岡禎丞 / 出典：『ソードアート・オンライン』
武具の性能と使いこなす技量がモノを言う《SAO生還者（サバイバー）》としての性か、対戦相手の使用武器に対しては確かな目利きを発揮する。生粋のゲーマーとしてやたら考察と解説好きで、彼がプレイしている近未来のゲームは現代人には理解しがたいこともある。
逢坂 大河（あいさか たいが）
声 - 釘宮理恵 / 出典：『とらドラ!』
Ver1.10追加キャラクター。
主武装が何の変哲もない木刀なので舐められがちだが、そんな対戦相手には自前の気迫と運動力を持って黙らせる。高校生だが、容姿が幼いので（悪気なく）弄られる。非常識人に正論なツッコミをすることも。
司波 深雪（しば みゆき）
声 - 早見沙織 / 出典：『魔法科高校の劣等生』
Ver1.10追加キャラクター。
氷結系魔法を行使する特異性と美しい容姿から対戦相手に敬意、期待、軽めの嫉妬など多種多様な反応を返される。恋愛事にも進んで言葉を交わすがブラコンの面が目立ってしまう。
『IGNITION』ではサポートキャラクターとしても使用可能となる。
姫柊 雪菜（ひめらぎ ゆきな）
声 - 種田梨沙 / 出典：『ストライク・ザ・ブラッド』
Ver1.20追加キャラクター。
“剣巫”として礼儀正しい姿勢で対戦相手と向き合い、自慢の雪霞狼に賭けて堂々勝負する。ただし生真面目さがたたって、良い所で話の論点がズレてしまう。ある事情で桐乃が苦手。
里見 蓮太郎（さとみ れんたろう）
声 - 梶裕貴 / 出典：『ブラック・ブレット』
Ver1.20追加キャラクター。
戦闘を生業としているプロとしてのプライドを見せる。しかし延珠という相棒がいるにも関わらず、幼い容姿の対戦相手は苦手。
美琴曰く、彼の顔付きは「あのバカ（上条当麻）」にかなり似ているらしく、食生活に困っていることや女性関係のトラブルに遭っている普段の姿を的中されてしまう。
出身世界の過酷さ故か職業柄故か、他のプレイアブルキャラクターが最終的に絶無との理解の道を歩み寄るのに反して、彼だけは最後まで決別した苦い結末となってしまう。
遊佐 恵美（ゆさ えみ）
声 - 日笠陽子 / 出典：『はたらく魔王さま!』
『IGNITION』より追加。
クライマックスアーツ「かいしんのいちげき」では娘である・アラス・ラムス（声 - 日笠陽子）が登場する。
クウェンサー＝バーボタージュ
声 - 花江夏樹 / 出典：『ヘヴィーオブジェクト』
『IGNITION』より追加。
ヘイヴィア（声 - 石川界人）、ミリンダ（声 - 鈴木絵理）との3人1組で戦う。
司波 達也（しば たつや）
声 - 中村悠一 / 出典：『魔法科高校の劣等生』
『IGNITION』Ver1.10追加キャラクター。無印ではサポートキャラクターとしてのみの登場だったが、『IGNITION』よりプレイヤーキャラクターとしても使用可能となる。バリエーションカラー6は第三高校の一条将輝スタイル。
白井 黒子（しらい くろこ）
声 - 新井里美 / 出典：『とある魔術の禁書目録』
『IGNITION』家庭用版追加キャラクター。
ユウキ
声 - 悠木碧 / 出典：『ソードアート・オンライン』
『IGNITION』家庭用版追加キャラクター。期間限定無料ダウンロードコンテンツとして配信。
アコ
声 - 日高里菜 / 出典：『ネトゲの嫁は女の子じゃないと思った?』
『IGNITION』家庭用版追加キャラクター。

### サポートキャラクター
プレイヤーキャラクターを援護するキャラクター。家庭用追加キャラクターなどはVer1.30から追加される。
ヴィルヘルミナ・カルメル
声 - 伊藤静 / 出典：『灼眼のシャナ』
リーファ
声 - 竹達彩奈 / 出典：『ソードアート・オンライン』
上条 当麻（かみじょう とうま）
声 - 阿部敦 / 出典：『とある魔術の禁書目録』
バリエーションカラー8はアロハ柄を施した、彼の悪友土御門元春スタイル。バリエーションカラー11は同じく彼の悪友青髪ピアススタイル。
黒猫（くろねこ）
声 - 花澤香菜 / 出典：『俺の妹がこんなに可愛いわけがない』
セルティ・ストゥルルソン
声 - 沢城みゆき / 出典：『デュラララ!!』
ハルユキ
声 - 梶裕貴 / 出典：『アクセル・ワールド』
アイコンは現実世界のハルユキの顔だが、戦闘はデュエルアバターである《シルバー・クロウ》で行う。非戦闘アバターの〈ピンクのブタ〉もクロウが背負う形で出演。
ホロ
声 - 小清水亜美 / 出典：『狼と香辛料』
ブギーポップ
声 - 清水香里 / 出典：『ブギーポップは笑わない』
真奥 貞夫（まおう さだお）
声 - 逢坂良太 / 出典：『はたらく魔王さま!』
イノセント・チャーム（ひなたの幻）
声 - 小倉唯 / 出典：『ロウきゅーぶ!』
加賀 香子（かが こうこ）
声 - 堀江由衣 / 出典：『ゴールデンタイム』
キノ
声 - 久川綾 / 出典：『キノの旅 the Beautiful World』
椎名 ましろ（しいな ましろ）
声 - 茅野愛衣 / 出典：『さくら荘のペットな彼女』
藤和 エリオ（とうわ エリオ）
声 - 大亀あすか / 出典：『電波女と青春男』
高須 竜児（たかす りゅうじ）
声 - 間島淳司 / 出典：『とらドラ!』
Ver1.10追加キャラクター。
暁 古城（あかつき こじょう）
声 - 細谷佳正 / 出典：『ストライク・ザ・ブラッド』
Ver1.20追加キャラクター。雪菜と組むと特殊な掛け合いが発生する。
藍原 延珠（あいはら えんじゅ）
声 - 日高里菜 / 出典：『ブラック・ブレット』
Ver1.20追加キャラクター。
バリエーションカラー14は髪型と服装が類似していたためか、初音ミクスタイル。
ドクロちゃん
声 - 千葉紗子 / 出典：『撲殺天使ドクロちゃん』
家庭用版追加キャラクター。
一方通行（アクセラレータ）
声 - 岡本信彦 / 出典：『とある魔術の禁書目録』
家庭用版追加キャラクター。打ち止め（ラストオーダー / 声 - 日高里菜）と共に登場。
折原 臨也（おりはら いざや）
声 - 神谷浩史 / 出典：『デュラララ!!』
家庭用版追加キャラクター。静雄と組むと特殊な掛け合いが発生する。
フローレイティア＝カピストラーノ
声 - 伊藤静 / 出典：『ヘヴィーオブジェクト』
『IGNITION』より追加。彼女のバリエーションカラーは衣装自体も変化する。
初春 飾利（ういはる かざり）
声 - 豊崎愛生 / 出典：『とある魔術の禁書目録』
『IGNITION』家庭用版追加キャラクター。
伊里野 加奈（いりや かな）
声 - 野中藍 / 出典：『イリヤの空、UFOの夏』
『IGNITION』家庭用版追加キャラクター。サポートアクションは日常面が強調されて、軍人として銃器を手に戦うことはない。
浅間・智（あさま・とも）
声 - 小清水亜美 / 出典：『境界線上のホライゾン』
『IGNITION』家庭用版追加キャラクター。
ゼロ
声 - 高橋花林 / 出典：『ゼロから始める魔法の書』
『IGNITION』家庭用版追加キャラクター。
レン
声 - 津田美波 / 出典：『ソードアート・オンライン オルタナティブ ガンゲイル・オンライン』
『IGNITION』家庭用版追加キャラクター。期間限定無料ダウンロードコンテンツとして配信。
ルシアン
声 - 豊永利行 / 出典：『ネトゲの嫁は女の子じゃないと思った?』
『IGNITION』家庭用版追加キャラクター。

### セガからのゲストキャラクター
結城 晶（ゆうき あきら）
声 - 三木眞一郎 / 出典：『バーチャファイター』
『バーチャファイターシリーズ』からのゲスト出演。アーケード版ボスキャラクターとして登場。
家庭版では条件を満たせばプレイヤーも使用可能になり、ver1.30以降でアーケード版でも使用可能になった。ボスキャラクターという事もあり、プレイヤー使用時はCPU戦ではストーリーデモが一切発生しなかったが、『IGNITION』ではボスキャラクターではなく通常の対戦相手として登場し、他キャラとの会話デモも用意された。
会話デモでは原作同様強い相手と闘う為に様々なキャラクターに格闘家として対戦を申し込む一方で、武術に生真面目な性格ゆえにミニスカートのまま戦おうとする桐乃や雪菜には「目のやり場に困る」と困惑したりするなど原作では見られなかったコミカルな一面もある。
パイ・チェン
声 - 高山みなみ / 出典：『バーチャファイター』
『バーチャファイターシリーズ』からのゲスト出演。アキラのサポートキャラクターとして登場。
セルベリア・ブレス
声 - 大原さやか / 出典：『戦場のヴァルキュリア』
『戦場のヴァルキュリアシリーズ』からのゲスト出演。家庭用版アーケードモードで特定条件を満たすことでアキラの代わりに登場する隠しボス。
家庭版では条件を満たせばプレイヤーも使用可能になり、ver1.30以降でアーケード版でも使用可能になった。ボスキャラクターという事もあり、プレイヤー使用時はCPU戦ではストーリーデモが一切発生しなかったが、『IGNITION』ではボスキャラクターではなく通常の対戦相手として登場し、他キャラクターとの会話デモも用意された。
アリシア
声 - 井上麻里奈 / 出典：『戦場のヴァルキュリア』
『戦場のヴァルキュリアシリーズ』からのゲスト出演。セルベリアのサポートキャラクターとして登場。
電神（ドリームキャスト）
声 - M・A・O / キャラクターデザイン - KEI
セガ世界の危機を救うために、プレイヤーキャラクターに助けを求めた謎の少女。劇中の会話から複数体の彼女の様な存在がいる模様。
なお、キャラクター自体はセガハードの擬人化プロジェクト『セガ・ハード・ガールズ』のドリームキャストのデザインであり、声優も同様のキャストが起用されている。
『IGNITION』には登場しないが代わりに新ステージとして『Hi☆sCoool! セハガール』のセハガガ学園が登場している。

### オリジナルキャラクター
絶無
声 - 鈴木賢 / キャラクターデザイン - 金澤浩隆
本作最大の敵である絶望の化身。倒した敵を吸収することで情報を得て、取り込んだキャラクター達や前述のアキラ&パイ、もしくはセルベリア&アリシアの姿で主人公に攻撃を仕掛ける。
彼と相対したプレイヤーキャラクターが黒雪姫、蓮太郎、他10人のプレイアブルキャラクターかで決着の模様が異なっていく。
余談であるが、本作と同じ電撃文庫のクロスオーバー作品であるニンテンドーDSソフト『電撃学園RPG Cross of Venus』のボス・絶夢もキャラクターの偽者を生み出せるなど本作の絶無と同じ能力を持つ。
『IGNITION』には登場しない。

## 用語
この世界
戦いの舞台となるセガの世界。様々なゲーム作品に登場した美しい街や施設、大地が広がるが絶無の侵食によって住民の姿が消え、さながらゴーストタウンになっている。
希望の担い手
『この世界』の危機を救うため、電神によって召喚された電撃文庫世界のヒーロー・ヒロイン達。
外側
『この世界』から視た我々の世界であり、『この世界』との繋がりの強さが『希望の担い手』に与えられた力の源となる。

## 主題歌
アーケード版「FIGHTING CLIMAX」
歌 - 園崎未恵
家庭用版「belief」
歌・作詞 - 川田まみ / 作曲 - 尾崎武士 / 編曲 - 尾崎武士、中沢伴行
電撃文庫 FIGHTING CLIMAX IGNITION版「ID」
作詞 - LiSA・古屋真 / 作曲 - 高橋浩一郎 / 編曲 - PABLO / 歌 - LiSA 

## 関連商品

### 書籍
- 電撃文庫 FIGHTING CLIMAX プレイヤーズガイドブック（2014年4月26日発売）
- 電撃文庫 FIGHTING CLIMAX ザ・コンプリートガイド（2014年12月19日発売）

### CD
- 電撃文庫 FIGHTING CLIMAX オリジナルサウンドトラック（2014年12月10日発売）
  - アーティスト名義：FIGHTING CLIMAX

### ゲーム『電撃文庫：CROSSING VOID』
『電撃文庫：CROSSING VOID』（漢字表記：電撃文庫：零境交錯）は、2018年から配信されているiOS / Android用アプリゲーム。中国では8月7日、台湾・香港・マカオでは12月20日から配信されている。2019年4月25日からは韓国。5月からは欧米・インドなどの24ヵ国で新規に配信が始まった。『FIGHTING CLIMAX IGNITION』を元に開発されている。日本でのプレイには対応していない。

## 関連作品

### 電撃文庫『僕と彼女のゲーム戦争』
電撃フェスティバル2014にて販売された『電撃VS』収録の外伝作品にて、主人公らが本作で対決するという模様が描かれた。詳細はこちら。

### TVアニメ『少女たちは荒野を目指す』
2016年1月より放送開始されたPCゲーム原作の先行TVアニメ。第2話にて、劇中のゲームセンターに本作のアーケードが置かれている。詳細はこちら。

## 電撃文庫FC講座
本作の基本操作や、キャラクターの性能などについて解説する動画。ナレーションは先生役の佐々木篤と、生徒役の明坂聡美。